# Vier Alte

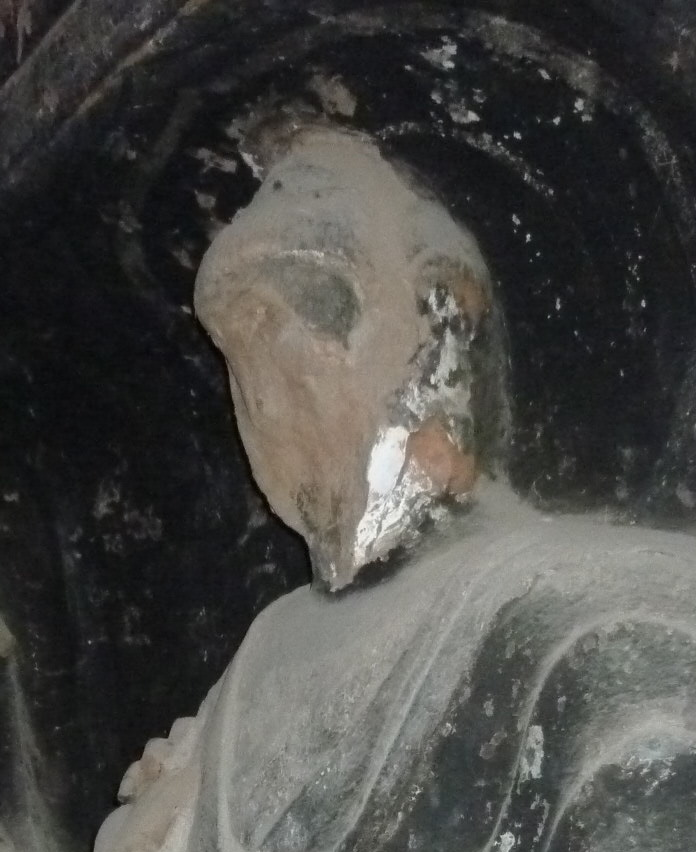
Eine zerstörte Buddha-Statue

Die Vier Alten (chinesisch 四舊 / 四旧, Pinyin sìjiù) sind ein Kampfbegriff aus der chinesischen Kulturrevolution. Gemeint sind alte Denkweisen, alte Kulturen, alte Gewohnheiten und alte Sitten in China. 1966, zu Beginn der Kulturrevolution (während des Roten Augusts), starteten Mao Zedong und Lin Biao eine Kampagne gegen die Vier Alten, mit dem Ziel, China von Altem zu befreien und Neues zu schaffen. Diese Kampagne wurde von den Roten Garden ausgeführt.
Genauer spezifiziert wurden diese Begriffe nicht, und die Roten Garden waren so relativ frei in ihrem Handeln.

## Die Kampagne
In der Kulturrevolution wurde eine Kampagne gegen die Vier Alten begonnen, initiiert von Mao Zedong und Lin Biao. Dabei hieß es: Zerschlagt die Vier Alten (破四旧,  pò sìjiù), damit waren alte Denkweisen, alte Kulturen, alte Gewohnheiten und alte Sitten gemeint. Die Kampagne wurde vom 19. August 1966 („Roter August“) bis Anfang 1967 durchgeführt und im Wesentlichen von den Roten Garden ausgeübt.
In den 40 Tagen des Spätsommers 1966, die auch als Roter August bekannt sind, wurden 1772 Menschen in Peking getötet oder begingen Selbstmord. 33.695 Haushalte wurden geplündert, 85.196 Bewohner wurden der Stadt verwiesen und 4922 historische Stätten wurden zerstört.

## Die Anfänge
Am 1. August 1966 schrieb Mao Zedong einen Brief an die Qinghua-Universität, in dem er die Roten Garden mit ihrem revolutionären Rebellengeist um ihre Unterstützung bei der Kulturrevolution bat. Dieses Schreiben ist der Ausgangspunkt einer Entwicklung, die zu Neugründungen von Roten Garden auf dem Land führte.
Auf dem 11. Plenum des 8. Zentralkomitees der Kommunistischen Partei Chinas (KPCh) wurde am 8. August 1966 ein 16-Punkte-Plan verabschiedet, der am 9. August 1966 in der Volkszeitung veröffentlicht wurde. In diesem Plan werden die Vier Alten das erste Mal öffentlich erwähnt.

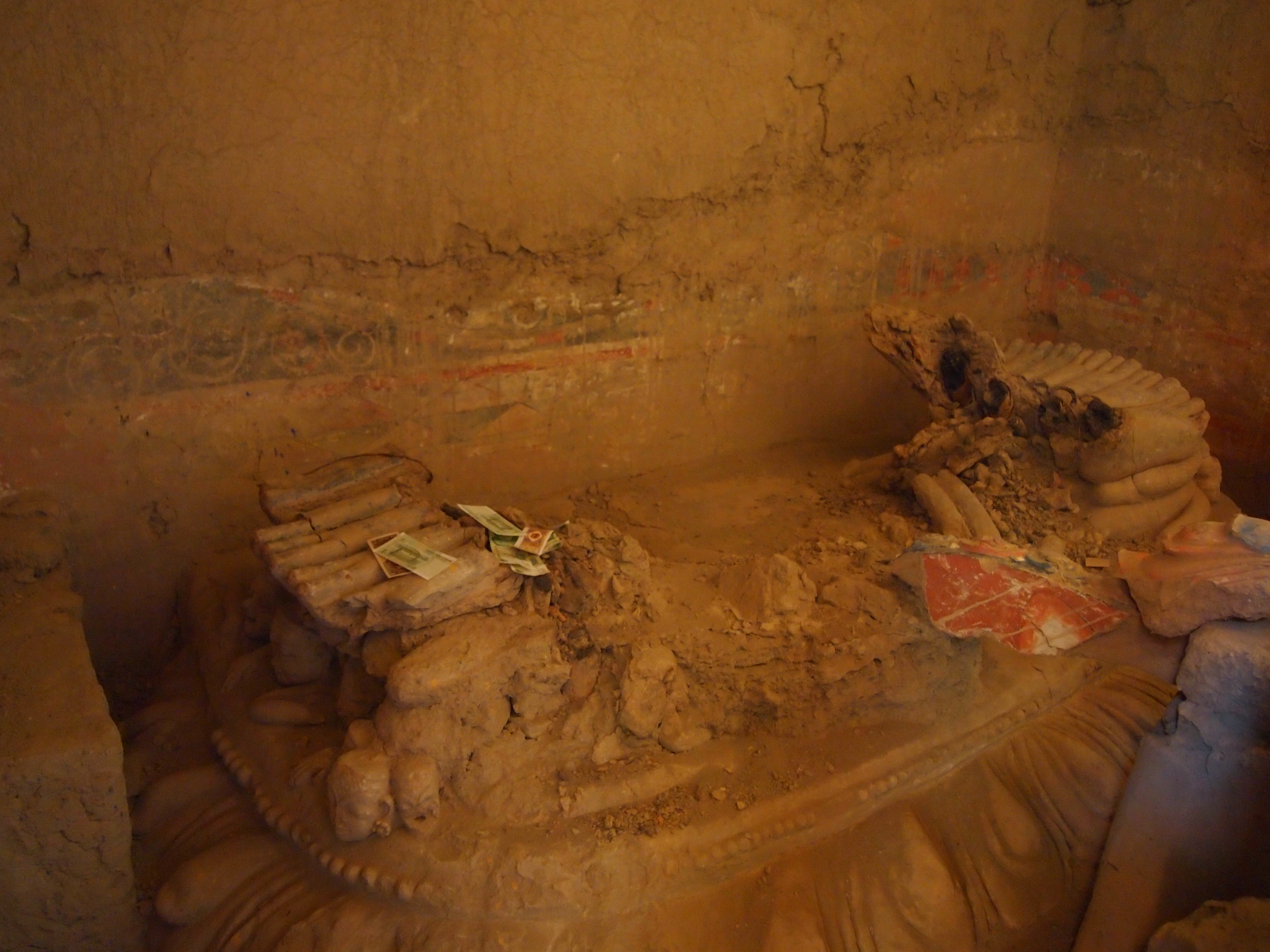
Völlig zerstörte Statuen in einem buddhistischen Kloster

Allerdings erschien in der Volkszeitung davor schon, am 1. Juni 1966, ein Leitartikel mit dem Titel Kehrt alle Kuh-Dämonen und Schlangen-Geister weg, den Lin Biao in seiner Rede auf dem Tian’anmen-Platz am 18. August 1966 zitierte. Mao war bei dieser Kundgebung anwesend und trug, zum Zeichen seiner Zugehörigkeit, das rote Armband der Roten Garden. Lin Biao rief die Roten Garden auf, Krieg gegen die Alte Welt zu führen und die Vier Alten zu zerschlagen. Daraufhin begann eine Bewegung gegen alles was als kapitalistisch, feudal, reaktionär oder revisionistisch angesehen und unter den Vier alten Dingen zusammengefasst wurde. Die Bewegung hatte an der Pekinger Mittelschule Nr. 2 ihren Ursprung und verbreitete sich in kürzester Zeit über das ganze Land.

## Hintergründe der Kampagne
Maos vorgebliche Gründe für die Kampagne waren, die Partei von revisionistischen Bestrebungen zu säubern und sie von bürokratischen Fehlentwicklungen zu befreien. Er suchte Wege, wieder an die Macht zu kommen, die er während des Großen Sprungs nach vorn an Liu Shaoqi verloren hatte. Außerdem sagte er, die Gesellschaft von Altem befreien zu wollen, um sie zu erneuern. Mao Zedong lag angeblich daran, zu verhindern, dass die Revolution einschlief, weil er die ewige Revolution vorgesehen hatte, damit sich keine Bürokraten-Klasse etabliere.

## Rote Garden

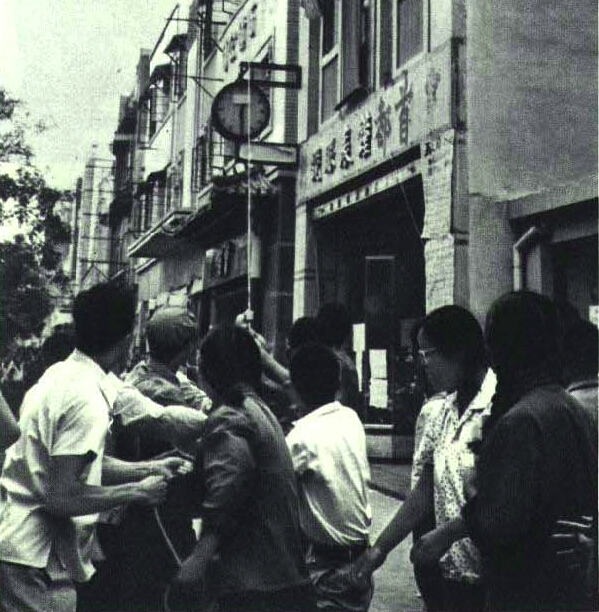
Die Roten Garden versuchen, die Werbetafel eines Uhrengeschäfts („亨得利 (Hengdeli)“) zu zerstören (1966).

Am 29. Mai 1966 traf eine Gruppe der Pekinger Qinghua Mittelschule heimlich zusammen, die sich dann erstmals Rote Garden nannten. Sie waren hauptsächlich Kinder und Jugendliche, deren Eltern führende Amtspersonen waren. Ihre Anführer waren von Nie Yuanzhi, Kuai Dafu, Han Aijing, Tan Houlan und Wang Dabin. Sie waren die Ausführenden der Kampagne Zerschlagt die Vier Alten.

## Durchführung der Kampagne
Die Kampagne Zerschlagt die Vier Alten ist breit angelegt und ihre Ziele sind ungenau definiert. Auch die Methoden zur Durchführung der Kampagne sind äußerst unspezifisch. Diese Unklarheit kann durchaus als Strategie gewertet werden, um revolutionäre Potenziale ungebremst zu entfesseln. Zu Beginn der Kampagne wurden Schulen und Universitäten geschlossen, damit die Jugendlichen genügend Zeit für die Revolution hatten. Die Wandzeitungen dienten den Roten Garden als Sprachrohr zur Verkündung des Krieges gegen die Vier Alten. An der Zweiten Pekinger Mittelschule wurden die ersten Wandzeitungen als Hilfe zur Austragung der Kampagne benutzt. Es wurden Namensänderungen durchgeführt, so wurden etwa Straßen, Restaurants, Krankenhäuser und Personen umbenannt.  Ferner wurde damit begonnen, altes Kulturgut im Sinne der Revolution zu verändern, so wurden beispielsweise Theaterstücke, Opern und Filme verboten oder verändert.
Im Verlauf der Kampagne forderten die Roten Garden eine radikale Abkehr von Religion. Daraufhin wurden Tempel und religiöse Kunstschätze, Bücher, Schriftrollen, Statuen und Bilder zerstört. Alles Individuelle wurde ebenfalls für schädlich erklärt, im Zuge dessen wurde Privateigentum beschlagnahmt.
Was im Verdacht stand, westlich, bourgeois oder revisionistisch zu sein, wurde zerstört. Frauen und Mädchen wurden auf offener Straße Schuhabsätze abgeschlagen und Zöpfe abgeschnitten. Ebenfalls wurden Personen, die mit Ausländern befreundet waren als Kapitalisten angesehen und somit als Systemgegner behandelt. Lehrer, die die Roten Garden nicht unterstützten, wurden oft als Vertreter der Vier Alten gebrandmarkt und gefoltert, verstoßen oder gar ermordet.

## Die Folgen
Auf Grund der Kampagne herrschten Ende 1966 anomische Zustände in China. Es hatten sich mittlerweile weitere Gruppen gebildet, die sich ebenfalls auf Mao Zedong beriefen, aber gegen die Roten Garden waren und vorgingen.
Am 2. April 1967 wurde ein Revolutionskomitee einberufen, das den chaotischen Zuständen ein Ende bereiten sollte. Mao Zedong und Lin Biao beauftragten das Militär damit, die Ordnung wiederherzustellen und verfügten außerdem im Jahre 1968 die Aufs-Land-Bewegung (xiàfàng 下放), die eine Massenabschiebung von ca. 15 Mio. gebildeten Jugendlichen bedeutete, damit diese auf dem Land eine Umerziehung erfahren würden.